# Antonino Giuffré (pittore)

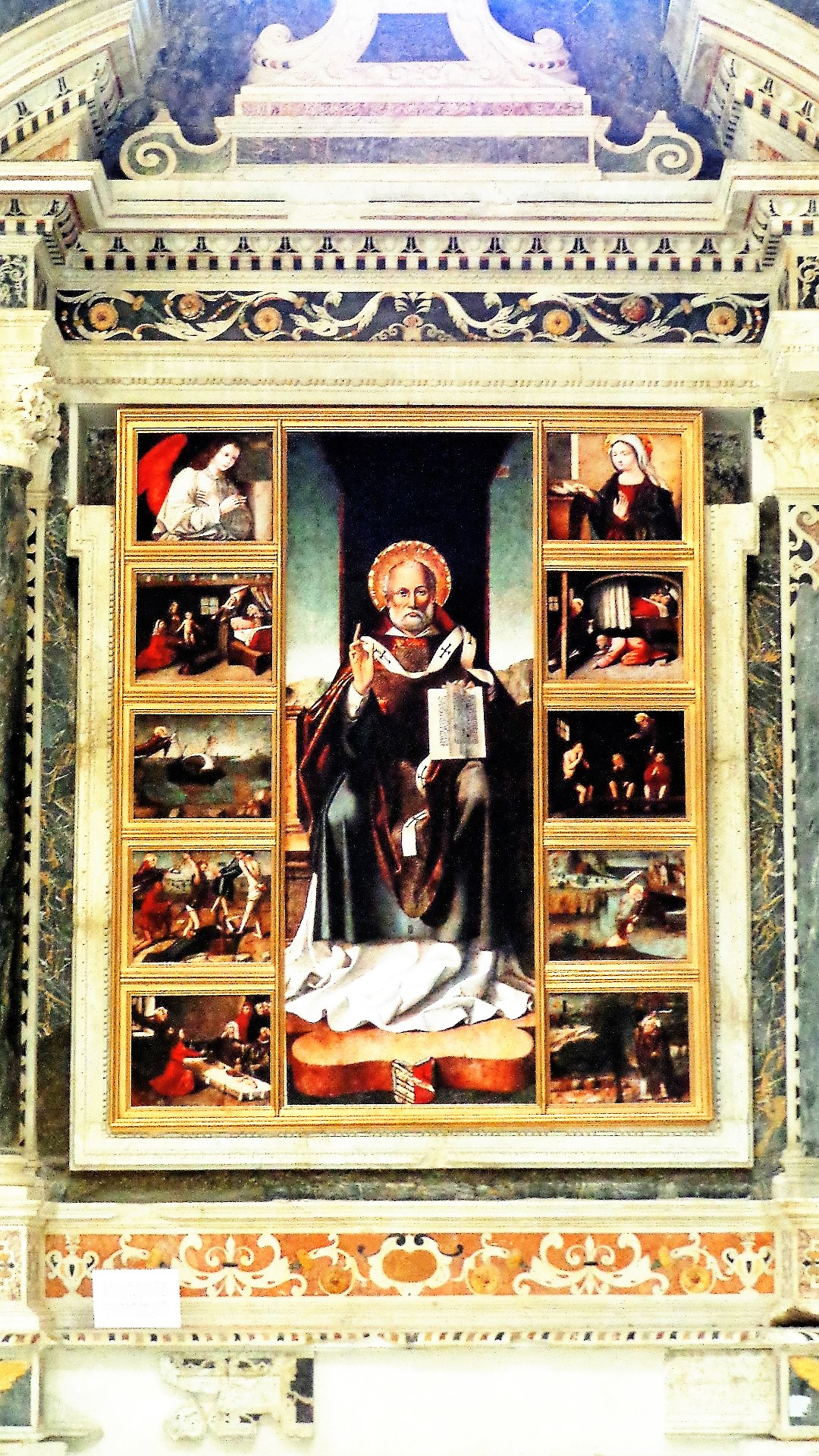
San Nicola in cattedra con storie della sua vita, copia custodita nel Duomo Antico di Santo Stefano di Milazzo.

Antonino Giuffré, o Jufre (1493 – 1543), è stato un pittore italiano, attivo principalmente a Messina negli ultimi decenni del XV secolo..

## Biografia

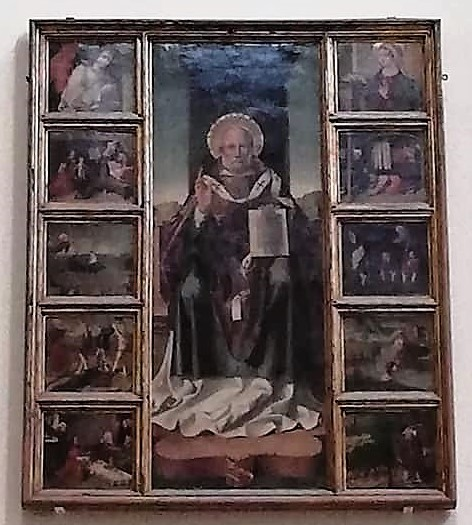
San Nicola in cattedra e le storie della sua vita, originale.

Dell'artista non sono noti neppure i dati biografici essenziali.
La sua opera si può riferire alla bottega di Antonello da Messina, o meglio a quella dei suoi nipoti e epigoni che diffondevano l'opera del maestro sia pure in modo ripetitivo e riduttivo,  anche attraverso copie e repliche.
La sua unica opera certa è la Visitazione tra i SS. Giuseppe e Zaccaria, trittico custodito nella basilica cattedrale di San Nicola di Taormina. Intorno a tale opera, nonostante la mancanza di documenti, la critica del XX secolo ha raccolto un gruppo di opere su tavola, omogenee per stile e a lui attribuite e da mettere in relazione in particolare all'influenza di Antonio di Saliba, ma proprio per questo, non esente dagli influssi di Melozzo da Forlì.

## Opere
Tra i dipinti attribuiti a Giuffrè sono annoverati:
- XVI secolo, Madonna in trono fra i Santi Pietro e Giovanni Evangelista, dittico, dipinto su tavola, opera proveniente dalla chiesa della Visitazione o Varò di Taormina, e custodita nel Museo regionale di Messina.
- XVI secolo, Madonna di Loreto, dipinto su tavola, opera custodita nella chiesa di San Francesco d'Assisi del convento dell'Ordine dei frati minori cappuccini di Savoca.
- XVI secolo, Abramo visitato dai tre angeli, dipinto su tavola, opera documentata e trafugata dalla chiesa della Santissima Trinità di Forza d'Agrò.
- XVI secolo, San Nicola in cattedra con storie della sua vita, dipinto su tavola, opera proveniente dal duomo Antico e custodita nel duomo di Santo Stefano Protomartire di Milazzo.[4]
- XVI secolo, Annunciazione, dipinto su tavola, opera proveniente dal duomo Antico e custodita nel duomo di Santo Stefano Protomartire di Milazzo.[4]